# Marek Hanousek
Marek Hanousek (* 6. srpna 1991 Dolní Kralovice) je český profesionální fotbalista, který hraje na pozici defesnivního záložníka za polský klub Widzew Łódź

## Klubová kariéra
S fotbalem začínal v Dolních Kralovicích. Od druhé třídy ZŠ hrál v juniorských týmech Slavie Praha. Přál si nastoupit v jejím dresu na novém stadionu Eden Aréna. Pražský klub však nedával mnoho příležitostí odchovancům a Hanousek změnil působiště.

### FK Dukla Praha
V roce 2009 přestoupil do konkurenčního klubu FK Dukla Praha, kde začínal v B-týmu hrajícím divizi. Propracoval se do prvního týmu a byl u postupu ze druhé do první ligy. K prvnímu ligovému zápasu nastoupil za Duklu Praha 29. července 2011, kdy v zápase proti SK Sigma Olomouc nastoupil v základní sestavě. První ligový gól vstřelil 20. srpna 2011 v zápase proti Viktorii Plzeň. Ve stejném zápase přidal i druhý gól, přesto Dukla nakonec prohrála 2:4. V Dukle hostoval i v sezóně 2013/14, konkrétně od září 2013.

### FC Viktoria Plzeň
V lednu 2012 přestoupil do týmu FC Viktoria Plzeň, ale v jarní části sezóny zůstal ještě v Dukle na hostování a k týmu Plzně se připojil teprve 1. července 2012.
Ve 3. předkole Evropské ligy 2012/2013 narazila Plzeň na polský klub Ruch Chorzów, který vyřadila po výhrách 2:0 venku a 5:0 doma. V domácí odvetě pronikl Hanousek v 87. minutě z levé strany do pokutového území soupeře a vstřelil poslední pátý gól zápasu.
V 6. kole Gambrinus ligy 2012/2013 2. září 2012 se Marek Hanousek trefil právě proti domácí Dukle Praha v 77. minutě, když dostal přihrávku do běhu a prudkou ranou pod břevno prostřelil brankáře soupeře Filipa Radu (zvýšil na průběžných 4:0). Utkání skončilo vítězstvím Plzně 4:1. Sezónu završil ziskem ligového titulu. V říjnu 2012 si poranil koleno a do konce ročníku 2012/13 do hry nezasáhl. V září 2013 odešel na další hostování do Dukly Praha.

#### Evropská liga 2012/13
V základní skupině B Evropské ligy 2012/2013 byla Plzeň přilosována k týmům Atlético Madrid (Španělsko), Hapoel Tel Aviv (Izrael) a Académica de Coimbra (Portugalsko). V prvním utkání Plzně 20. září 2012 na domácí půdě proti portugalskému týmu Académica de Coimbra Marek Hanousek nastoupil v základní sestavě a v 80. minutě poslal do pokutového území soupeře centr, který hlavou proměnil v branku na konečných 3:1 pro Plzeň František Rajtoral. Ve druhém zápase 4. října odehrál plný počet minut proti domácímu Atléticu Madrid, Plzeň prohrála gólem Rodrígueze v nastaveném čase 0:1. Hanousek běžel po vysunutí za obranu z pravé strany sám na bránu soupeře a trefil tyč, akci přerušil rozhodčí pro avizované postavení mimo hru. Záběry kamer prokázaly, že hráč v ofsajdu nebyl. 25. října cestovala Plzeň do Izraele k utkání proti Hapoelu Tel Aviv, střetnutí skončilo výsledkem 2:1 pro hosty, Plzeň si s 6 body upevnila druhou příčku za vedoucím Atléticem Madrid. V tomto utkání Marek Hanousek nenastoupil. Viktoria nakonec vypadla z Evropské ligy v osmifinále s tureckým Fenerbahçe SK.

### FK Dukla Praha (návrat)
V červnu 2014 se vrátil na přestup do Dukly Praha, kde podepsal tříletý kontrakt. V přípravném utkání před sezónou 2015/16 zaznamenal hattrick proti skotskému Celticu Glasgow, které Dukla vyhrála 5:3.

## Reprezentační kariéra
Marek Hanousek nastupoval za české mládežnické výběry. Za reprezentaci do 21 let hrál od 11. října 2011, kdy debutoval v kvalifikačním utkání proti domácímu Walesu (výhra ČR 1:0).

## Osobní život
Na podzim 2012 se zapsal na studia na Bankovním institutu, obor Ekonomika a management malého a středního podnikání. Ale zranění mu nedovolilo v studiu pokračovat. Je fanouškem klubu FC Barcelona, jeho oblíbeným hráčem je fenomenální francouzský fotbalista s alžírskými kořeny Zinedine Zidane.
Jeho bývalý spoluhráč z Dukly Praha Matěj Hanousek není jeho příbuzným. Jeho manželka je Barbara Hanousek, redaktorka TV Nova.